# 放出ガス
放出ガス（ほうしゅつガス）は、真空チャンバー内部を真空ポンプで排気された真空状態で、真空チャンバーや真空部品などから放出される気体成分のこと。真空チャンバー内部の到達圧力は真空ポンプの排気量と真空チャンバーの内部容積および放出ガスとの関係で決まるため、真空装置を設計する上で非常に重要な要素となる。真空用材料は放出ガスが通常の材料より少なく真空チャンバーや真空部品に使用される材料をいう。

## 放出ガスの種類
放出ガスは以下の種類がある。

### 吸着ガス
吸着ガスは材料表面に吸着しているガスである。吸着ガスの代表は水であり、他にも洗浄などで落ち切れなかった有機物や、窒素や酸素などの気体成分なども吸着している。

### 吸蔵ガス
吸蔵ガスは材料内部に吸蔵されているガスである。これは材料によりその成分が大きく違うが代表的なものはステンレス鋼内部に吸蔵されている二酸化炭素などである。そのためステンレス鋼を使用した真空チャンバーでは放出ガスの成分を四重極質量分析計で分析すると大気成分での比率より、多く二酸化炭素が現れる。
他にも吸蔵ガスには真空フランジに使用されるエラストマーシールの吸蔵ガスなども大きく影響する場合がある。

## 放出ガスを抑える方法
放出ガスは真空装置にとって到達圧力を制限し、目標到達圧力までの到達時間を長くする主な要因である。取り除けない放出ガスも存在するが、いくつかの手段により放出ガスを少なくすることはできる。

### ベーキング
放出ガスを抑えるための代表的手段がベーキングである。放出ガスは大気状態から減圧したときの空間との蒸気圧の差により放出されるため、温度が上がり分子エネルギーが大きくなると蒸気圧が上がるためより多くガスが放出される（水が温度を上げると蒸発が早くなるのと同じこと）。また吸蔵ガスも材料内部の温度が上がるとより活発になるためより多く放出される。そのため真空装置の運用では、真空状態で真空でのプロセスに入る前に真空排気しながら真空チャンバーや真空部品を加熱することにより、放出ガスを放出させてしまうことにより実際の運用時の圧力を安定させる。もしくは到達圧力を向上させることができる。
ベーキングのための加熱には通常、真空チャンバーにヒーターなどを取り付けることにより加熱を行う場合が多い。真空装置の写真などでアルミホイルにくるまれた状態の物があるが、これはベーキングの際アルミホイルにより周囲と断熱し、中の真空チャンバーの温度を均一にするための処置である。
但し、ベーキングは真空フランジに使用されるシール材などに対する影響や、真空装置を構成している真空用材料の耐熱温度を十分考慮した温度で行う必要がある。

### 洗浄
真空チャンバーや真空部品は真空排気する以前の状態で十分洗浄する必要がある。真空チャンバーや真空部品の大半は機械加工部品であり、そのため切削のための切削油や人の油分や大気中における水分、その他埃やなどが大量に付着している。そのため真空装置として組立する前に洗浄し事前に取り除くことが重要である。洗浄手段は様々であるが、溶剤による超音波洗浄が多く用いられている。

### 表面の改質
真空チャンバーや真空部品から放出されるガスはその材料の表面からであるため表面の改質により放出ガスを抑えることができる。これは特に吸着ガスに対しては有効であり、加工時における表面粗さはそのまま真空露出面積になるため放出ガスの量に影響する。そのため表面をなるべく平坦にすることにより表面積を減らし、放出ガスを抑えることができる。
このような平坦化には電解研磨が多く用いられる。電解研磨による仕上がりは金属などでは鏡面状になることから鏡面仕上げとも呼ばれる。